# كهف الميرون
كهف الميرون وقد يُكتب الاسم في بعض المصادر كهف ألميرون أو كهف إلميرون أو حتى كهف إيل ميرون هو كهفٌ كبيرٌ في وادي نهر أسون العلوي باتجاهِ الطرف الشرقي من قنطبرية في شمال إسبانيا، بالقربِ من حدود بلاد الباسك. يُعتبر هذا الكهف موقعًا أثريًا في راماليس دي لا فيكتوريا (بالإسبانية: Ramales de la Victoria)‏، حيث يَشتهرُ بهيكل عظمي تابع لامرأة تُلقب بالسيدة الحمراء لإيل ميرون. يُقدر أنها ماتت منذ حوالي 18.700 عام، خلال العصر الحجري القديم العلوي (مجدلانية). أظهرت فحوصات الهيكل العظمي أنه يتبعُ لشخصٍ يتراوحُ عمره بين 35 و40 عامًا. وكانت عظامها مغطاة بالمغرة، وهو صبغة حمراء أساسها الحديد، ومن هنا جاء اسمها.
اكتُشفَ الكهف في عام 1903 من قبل علماء الآثار الهواة هيرميليو ديل ريو ولورانس سييرا. يحتوي على مجموعة غنية من فنون العصر الحجري القديم العلوي. من بين الفنون البارزة تلك الخاصة بنقش حصان وربما أحد ثيران البيسون. بدأ أول تنقيب منهجي فقط في عام 1996، واكتشفَ فريق علماء الآثار، بقيادة لورانس ستراوس من جامعة نيو مكسيكو ومانويل غونزاليز موراليس من جامعة قنطبرية، عددًا من بقايا ما قبل التاريخ. اكتُشف هيكل السيدة الحمراء (بالإنجليزية: The Red Lady)‏ في عام 2010. يحتوي الكهف على كتلة كبيرة من الحجر الجيري باتجاه الخلف، وكانت المساحة الضيقة التي تمر عبر الكتلة هي موقع الهيكل العظمي.